# На войне как на войне (повесть)
«На войне как на войне» — повесть Виктора Курочкина. В 1968 году повесть была экранизирована.

## История публикации повести
Прежде, чем опубликовать произведение, пять различных редакций возвращали рукопись повести обратно, пока заведующий отделом прозы журнала «Молодая гвардия» В. В. Сякин не попросил рукопись повести у Курочкина для публикации. Таким образом, повесть была опубликована в августовском номере журнала в 1965 году. Некоторое время спустя в этом же месяце в ленинградской газете «Смена» появился первый положительный отклик на повесть, а с 7 сентября повесть начали активно обсуждать в центральной прессе.

## Художественные особенности

### Малешкин — командир
По мнению вдовы писателя Г. Е. Нестеровой-Курочкиной, смысл повести, который автор в неё вложил, заключается в том, чтобы показать, как юный необстрелянный Малешкин стал командиром экипажа СУ-85. То есть, стержень повести составили такие внутренние аспекты деятельности героя, как опробование различного рода подходов к своим подчинённым, уже многое видевшим и накопившим большой, как боевой, так и жизненный опыт, солдатам; поиск человеческих контактов с ними; обретение Малешкиным своего должностного, командного положения, как среди равных офицеров, так и более старших по званию. Для подобного художественного исследования Курочкин выбрал именно те три дня, в которые происходит становление Малешкина, как командира. Поэтому, как заявляет Г. Е. Нестерова-Курочкина, главным мотивом вовсе не является военная тема, но тема аспектов командования и руководства людьми наиболее оптимальным вариантом, без страха и принуждения. Таким образом Курочкин утверждает, что руководитель любого ранга должен, прежде всего, иметь моральное право занимать своё начальствующее положение, а в качестве наиважнейших внутренних качеств обладать человечностью, охранять её в себе и видеть её в подчинённых.

## Издания
- В. Курочкин На войне, как на войне. — Режиссёрская разработка В. Трегубовича; «Ленфильм»: Третье творческое объединение. — Л.: «Ленфильм», 1967. — 158 с.
- В. Курочкин На войне как на войне: Повести. — Л.: Советский писатель. Ленингр. отд-ние, 1970. — 296 с.: ил.
- В. Курочкин На войне как на войне: Повести и рассказы. — [Худож. Н. Горбунов]. — М.: Современник, 1979. — 352 с.: ил.
- В. Курочкин На войне, как на войне: повести. — М.: Детская литература, 1980. — 460 с.